# Der Panzer-Spähtrupp
Der Panzer-Spähtrupp – Nachrichtenblatt ist eine seit 1983 halbjährlich erscheinende deutsche militärische Fachzeitschrift. Sie ist das Mitteilungsblatt des „Freundeskreis Heeresaufklärer“. Dieser hatte seinen Namen, ehemals „Freundeskreis der Panzeraufklärer“, im Zuge des Aufgehens der damaligen Panzeraufklärungstruppe in der neu geschaffenen Heeresaufklärungstruppe gewechselt. Das Magazin selbst bezeichnet sich als von offiziellen Vorgaben unabhängig. Die Zeitschrift informiert über Führung, Einsatz, Ausbildung und Personal sowie über Nachrichten aus Truppenteilen und Traditionsvereinigungen der Heeresaufklärungstruppe. Zudem setzt sie sich mit Fragen des soldatischen Berufsbildes, der Geschichte und Tradition der Truppengattung auseinander, um den Zusammenhalt der Offiziere der Heeresaufklärungstruppe zu fördern.